# Оно-но Имоко
Оно-но Имоко (яп. 小野 妹子) — японский политический деятель и дипломат конца VI — начала VII века, в период Асука. Посол Японии к китайской династии Суй в 607 и 608 годах.

## Биография
Оно был главой аристократического рода Оно, выходцев из села Оно уезда Сига провинции Оми. Он был на службе при Императорском дворе государства Ямато и имел титул оми. После введения принцем-регентом Сётоку системы 12 рангов в 603 году Оно получил 5-й ранг «Старшая вежливость».
Согласно сообщениям «Анналов Японии», в 607 году Оно-но Имоко уехал послом к китайской династии Суй. Китайская хроника «Книга Суй» сообщает, что он вёз с собой письмо китайскому императору Ян-ди, в котором последний позиционировался равным японском монарху: «Сын Неба с [страны], где солнце всходит, пишет Сыну Неба [страны], где солнце заходит. Как ваши дела? …». Письмо сильно разозлило китайскую сторону, поскольку она считала использование японским правителем титула «Сын Неба» (天子), синонима титула императора Китая, посягательством на китайское главенство в международной политике. Однако, сделав уступку «восточным варварам», китайцы приняли посольство Оно, надеясь, что Япония поможет им в борьбе против северокорейского государства Когурё.
В том же году Суй отправила посольство к японцам во главе с Пэй Шицинем. Он прибыл в японскую столицу вместе с Оно-но Имоко в 608 году. По дороге верительная грамота китайского посла была похищена корейцами государства Пэкче. За это Оно временно наказали ссылкой, но впоследствии амнистировали, чтобы он сопроводил Пэй Шициня назад в Китай. Для этого японское правительство организовало второе посольство к Суй во главе с Оно-но Имоко, в которое вошли стажёры Такамуко-но Куромаро, Минабути-но Сёан и другие. Посольство доставило в Китай новое обращение к китайскому императору, в котором уже признавало верховенство последнего и просило нормализовать отношения между обеими странами. Посольство вернулось в Японию в 609 году. За заслуги Оно-но Имоко получил 1-й ранг «Старшей благодати» согласно системы 12 рангов.
Оно-но Имоко считается одним из патриархов японской икебаны. Искусство аранжировки цветов было привезено им в Японию из Китая.
Среди потомков Оно было много политиков и деятелей культуры. Его сын Оно-но Эмиси (? — 677) был членом японского правительства, главой Министерства наказаний; внук Оно-но Кэну (? — 714) занимал должность среднего Императорского советника; правнук Оно-но Тофу (894—967) прославился как каллиграф, а правнучка-красавица Оно-но Комати (809—901) стала одной из самых известных поэтесс Японии.